# Atlasgrasmus
De atlasgrasmus (Curruca deserticola synoniem: Sylvia deserticola) is een zangvogel uit de familie Sylviidae (grasmussen).

## Herkenning
De vogel is 11,5 tot 12,5 cm lang. Deze grasmus is lastig te onderscheiden van de brilgrasmus en de baardgrasmus. Het mannetje in broedkleed heeft net als de brilgrasmus een witte oogring, maar is roestrood van onder, net als de baardgrasmus. De baardgrasmus heeft echter een witte buik en de atlasgrasmus niet. Verder heeft de atlasgrasmus de gewoonte zijn staart opgewipt te houden.

## Verspreiding en leefgebied
Deze soort komt voor in noordwestelijk Afrika en telt drie ondersoorten:
- C. d. deserticola: noordelijk Algerije en noordelijk Tunesië.
- C. d. maroccana: van centraal en westelijk Marokko tot noordwestelijk Algerije.
- C. d. ticehursti: oostelijk Marokko.

Het leefgebied bestaat uit maquis en garrigue (heidevegetaties met doornstruiken) met enkele kurkeiken op hoogtes tussen de 1000 en 2500 m boven de zeespiegel in het Atlasgebergte. Het is een standvogel, hoewel vogels die betrekkelijk hoog in het gebergte leven, 's winters over korte afstand naar het zuiden trekken naar gebieden met halfwoestijnen.

## Status
De grootte van de wereldpopulatie is niet gekwantificeerd, maar algemeen voorkomend in geschikt habitat. Men veronderstelt dat de soort in aantal stabiel is. Om deze redenen staat de atlasgrasmus als niet bedreigd op de Rode Lijst van de IUCN.